# Anny Mesritz-van Velthuysen
Anna (Anny) Mesritz-van Velthuysen (Salatiga, 2 september 1887 – Amsterdam, 29 maart 1965) was een Nederlands pianiste en componiste.
Haar vader Johannes Petrus van Velthuysen, officier binnen het Koninklijk Nederlandsch-Indisch Leger, componeerde wel; een van zijn broers was tenor, een ander was pianist en kunstschilder. Moeder Anna Koenen was een nicht van zangeres Tilly Koenen. Het gezin vertrok al snel na Anna's geboorte naar Nederland. Ze verloofde zich op 14 november 1910 in Surabaya met koopman Siegfried Bernard Mesritz; het huwelijk werd op 7 maart 1911 voltrokken in dezelfde stad.
Ze bezocht in Den Haag een van de HBS-en. Annie wilde in eerste instantie actrice worden, maar dat mocht niet van haar vader. Haar grootvader steunde haar echter in een opleiding bij Carel Wirtz (piano) en Henri Viotta (compositie) aan het Haags Conservatorium, met wie ze ook bevriend raakte. Ze haalde er een gouden medaille voor pianospel (1907) alsmede de Nicolaïprijs voor compositieleer (1908). Dat zij die prijs als vrouw won werd gezien als een bijzonderheid; haar voorgangster als winnares was Cornelie van Zanten en die won hem zesentwintig jaar eerder. Als eindexamenstuk leidde zij haar Thema met variaties en orkest.
De vervolgstudie vond plaats bij Arthur De Greef (piano) aan het Koninklijk Conservatorium Brussel en Ernst von Dohnányi en Vernon Spencer (compositie) aan dat van Berlijn. Direct na haar opleiding vertrok ze onder initiatief van de Kunstkring en onder toezicht van haar moeder voor een concertreis naar Nederlands-Indië, alwaar ze ook concerten gaf met het Orkest van Batavia onder leiding van Nico Gerhartz. Ze speelde daar onder meer het Pianoconcert van Edward Grieg, al eerder had ze drie maanden bij hem, zijn vrouw en haar tweelingzus in Troldhaugen gewoond en een uitvoerige toelichting van het werk gekregen.
Omstreeks 1915 vestigde het echtpaar zich in Amsterdam, waarbij hun woning uitgroeide tot ontmoetingsplaats van kunstliefhebbers. Ook in Amsterdam zette ze haar studie voort; dit maal bij Cornelis Dopper. Ondertussen was ze op de podia te vinden als solist bij orkesten maar ook als begeleider van zangers als Berthe Seroen, Noëmie Perugia, en Ilona Durigo.  Uiteraard gaf ze ook pianoles aan huis.
Op 30 november 1916 zat ze op het podium van het Concertgebouw tijdens een abonnementsconcert. Onder leiding van Dopper was ze solist in het Pianoconcert nr. 3 van Camille Saint-Saëns, maar ook als pianiste in haar eigen Thema met variaties voor piano solo. Anderhalf jaar later (7 maart 1918) zette Willem Mengelberg zowel haar De stal (voor alt en orkest met Ilona Durigo als solist; tekst van Carel Steven Adama van Scheltema als Fantasie (voor piano en orkest met haarzelf als solist). Voor het 650-jarig bestaan van Amsterdam (1925) componeerde ze een mars; ze kreeg er een stadsmedaille voor. Andere te noemen werken zijn:
- strijkkwartet
- strijkkwintet
- 1930: Dansen voor strijksextet
- 1936: pianotrio (samen met Alexander Schmuller en Max Loevensohn)
- 1938: Elegie voor cello en piano
- 1938: Suite voor cello en piano
- 1938: Kleuren voor Twee piano’s
- 1939: Sonate, canzonetta e capriccio voor viool en piano
- 1940: Zes preludes voor piano
- 1942: In memoriam voor viool en piano
- L’etang voor sopraan en orkest (geschreven voor Lily Pons)

Liederen (ook op Franse en Javaanse teksten) en kamermuziek.

## Familie
Kleinzoon René Mesritz (via Hans Wollie Mesritz, directeur bij Brandon Mesritz) was bassist bij onder andere Marjol Flore en Liesbeth List, voordat hij naar de Verenigde Staten vertrok, waar hij werkte onder de naam Ener Bladezipper bij Grandmother (The Mothers of Invention, maar dan zonder Frank Zappa). Zijn broer Arthur Mesritz werd drummer.